# Мосийчук, Игорь Владимирович
Игорь Владимирович Мосийчук (укр. Ігор Володимирович Мосійчук; род. 5 мая 1972, Лубны, Полтавская область, Украинская ССР, СССР) — украинский политик и журналист, бывший депутат Верховной рады Украины VIII созыва от Радикальной партии Олега Ляшко, первый заместитель председателя Комитета по вопросам законодательного обеспечения правоохранительной деятельности (2014—2019), бывший заместитель командира батальона «Азов». 
С началом российского вторжения в Украину (с 2022 года) выехал за пределы Украины. 28 марта 2024 года Центр противодействия дезинформации совместно с Кибердепартаментом СБУ включил канал Мосийчука в соцсети «ТикТок» в список вредоносных и распространяющих враждебную дезинформацию.

## Биография
Родился 5 мая 1972 года в городе Лубны Полтавской области УССР. Окончил в этом городе среднюю школу № 1, проходил срочную службу в Советской армии на Дальнем Востоке.
После армии начинается период журналистской и политической активности. В середине 1990-х годов непродолжительное время обучался на факультете журналистики Киевского национального университета, но был отчислен. 
Организовал с коллегой выход в Лубнах украиноязычной газеты «Хлебороб» (Хлібороб). В 1994 году стал членом УНА-УНСО. Затем работал помощником-консультантом народного депутата Украины Юрия Тымы и был осуждён за махинации на год лишения свободы, но освободился из тюрьмы через полгода после вмешательства известных политиков.
В 1998 году Мосийчук вступил в Социал-националистическую партию Украины, однако после смягчения её риторики и переименования во Всеукраинское объединение «Свобода», присоединился к ультраправой организации Патриот Украины / Социал-национальная ассамблея. В 2011 году стал членом исполнительного комитете СНА и пресс-секретарём этой организации.
В 2006 году Мосийчук находился в розыске за разбойное нападение, а позднее — за неуплату алиментов.
В 2017 году получил высшее образование, закончив Львовский университет бизнеса и права. Получил диплом магистра издательского дела.

### Дело «васильковских террористов»
22 августа 2011 года в Василькове Киевской области работники СБУ изъяли взрывное устройство и задержали двоих депутатов Васильковского городского совета: Игоря Мосийчука и Сергея Бевзу, являвшегося главой комиссии по вопросам молодёжи и спорта, а также помощника депутата Владимира Шпару, которых обвинили в подготовке теракта — подрыва памятника Ленину в Борисполе и подготовке теракта в Киеве ко Дню независимости Украины. Памятник на тот момент уже был демонтирован по решению Бориспольского городского совета.
Судебный процесс проходил с перерывами по январь 2014 года, Мосийчук в это время находился в предварительном заключении. 10 января 2014 года Киево-Святошинский районный суд приговорил его вместе с Сергеем Бевзой и Владимиром Шпарой к шести годам тюрьмы за подготовку взрыва памятника Ленину в центре Борисполя в 2011 году и подготовку теракта в Киеве ко Дню независимости.
После победы Евромайдана был освобождён под подписку о невыезде вместе с другими фигурантами дела, 27 февраля 2014 года Верховная рада приняла закон о реабилитации политических заключённых (ранее амнистированных), в список которых вошли и проходившие по делу «васильковских террористов». В январе 2015 года Апелляционный суд Киевской области оправдал их и признал невиновными.

### Война на Донбассе
После начала войны на Донбассе являлся заместителем командира по связям с общественностью батальона «Азов», но из-за конфликта с заместителем главы Днепропетровской ОГА Борисом Филатовым, финансировавшей добровольческое объединение, был вынужден летом 2014 года покинуть батальон.

### Общественно-политическая деятельность

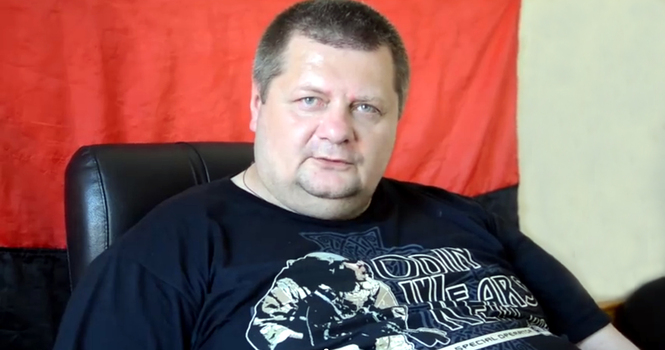
Игорь Мосийчук в июне 2014 года

24 февраля 2014 года от имени «Правого сектора» в эфире телеканала 112 Украина пообещал отправить в Крым «поезд дружбы». «Мы, как в 90-м УНСО, поедем в Крым, и тогда публика, подобная этой, как крысы убегали, когда колонна унсовцев входила в Севастополь… Соборность является одной из наших самых больших ценностей», — заявил Мосийчук. По мнению исследователей аналитического центра RAND, это заявление стало катализатором роста «антикиевских» настроений в Крыму, что способствовало его аннексии Россией.
2 мая 2014 года лично стрелял из пистолета по спасавшимся от огня в доме профсоюзов людям, что запечатлено на получивших широкое распространение видеоматериалах.
25 мая 2014 года был выбран в Киевский городской совет по партийному списку Радикальной партии Олега Ляшко, в котором занимал 5-е место.
В ноябре 2014 года был избран в Верховную раду Украины VIII созыва от Радикальной партии Олега Ляшко (№ 9 в партийном списке).
Вспоминая годовщину одесской трагедии 2 мая 2014 года, назвал её «первым победным для Украины боем с исконным врагом».
В октябре 2016 года Мосийчук подвергся критике за то, что вместо заседания в Верховной раде отправился на отдых в Дубай. Стоимость билета в бизнес-классе, который приобрёл нардеп, составляет 129 тыс. гривен. Также фотокорреспонденты выяснили, что Мосийчук воспользовался дипломатическим паспортом, что является нарушением законодательства Украины.
Несколько раз Игоря Мосийчука ловили на неперсональном голосовании в Верховной раде. В частности, в январе 2017 года при голосовании за законопроект № 4261 об установлении Дня украинского добровольца Мосийчук нажимал кнопку за отсутствовавшего Андрея Билецкого. 29 сентября 2016 года депутаты от Радикальной партии Игорь Мосийчук, Андрей Лозовой и Олег Ляшко голосовали за несколько человек во время увольнения судей.
В декабре 2016 года на своей странице в Facebook признался в том, что по телефону из Лукьяновского следственного изолятора отдавал указания по нападению на сотрудников «Беркута» во время Евромайдана: «Власть! Я, к сожалению, не бросал камни и „коктейли Молотова“ в „Беркут“, но я из Лукьяновского СИЗО по телефону координировал тех, кто это делал. СБУ все это документировала. Сажайте и меня».
В августе 2018 года Игорь Мосийчук в эфире телеканала «112 Украина» высказался против запрета железнодорожного сообщения между Россией и Украиной в связи с тем, что подобный шаг может разрушить украинскую экономику.
1 ноября 2018 года был включён в список украинских физических лиц, против которых российским правительством введены специальные ответные меры.
12 апреля 2019 года Игорю Мосийчуку был выписан штраф «об административном нарушении в виде предвыборной агитации (размещение в Facebook в день выборов фото избирательного бюллетеня с результатами голосования)» — об этом сообщил советник министра внутренних дел Михаил Апостол. Мосийчук совершил это правонарушение во время первого тура президентских выборов на Украине, состоявшегося 31 марта 2019 года.
24 мая 2019 года в эфире телеканала NewsOne лидер Радикальной партии Олег Ляшко заявил о выходе из состава партии Игоря Мосийчука «в связи с различными идеологическими и жизненными позициями». Позже данную информацию подтвердил сам Мосийчук, заявив также, что вскоре сложит с себя депутатские полномочия и не знает, будет ли продолжать политическую карьеру в будущем. От депутатского мандата так и не отказался.

## Скандалы

### Высказывания и угрозы
22 мая 2014 года в составе группы бойцов батальона «Азов» Мосийчук под угрозой оружия поставил на колени сотрудников ГАИ в Бердянске за то, что они остановили автомобиль без номеров, в котором он ехал. Народный депутат заявил милиционерам: «Теперь вы навсегда запомните, кто такой „Азов“».
9 декабря 2014 года после нападения боевиков террористической группировки «Имарат Кавказ» Игорь Мосийчук заявил, что это свидетельствует, что «чеченцы открывают второй фронт». В ответ глава Чечни Рамзан Кадыров через свой Instagram поручил местным правоохранительным органам возбудить уголовные дела в отношении Игоря Мосийчука и нардепов Андрея Левуса, Юрия Березы, также допустивших резкие высказывания, и доставить их в данный регион, ибо они «высказались за оказание содействия подобным бандитским вылазкам». Следственный комитет Российской Федерации возбудил уголовное дело по ст. 205.2 Уголовного кодекса РФ (публичные призывы к осуществлению террористической деятельности или публичное оправдание терроризма).
16 мая 2015 года милицией в Киеве были задержаны 14 подростков, разрушивших мемориальную доску маршала Георгия Жукова. Мосийчук приехал освобождать задержанных, а Жукова назвал «украинофобом». Депутат Госдумы России Франц Клинцевич назвал высказывания Мосийчука о Жукове «настоящим фашизмом».
В сентябре 2015 года Мосийчук вступил в перепалку в кабинете врача и депутата Кременской районной рады Луганской области Ларисы Кульбач, угрожая женщине «Я стрелял таких, как ты» за то, что она позволила правоохранителям вывезти из больницы в суд бойца батальона «Айдар» Андрея Степанкова.

### Участие в драках и избиении людей
9 декабря 2014 года в студии программы «Сегодня о главном» на телеканале ТВі Игорь Мосийчук набросился на народного депутата из Блока Петра Порошенко Владислава Атрошенко с криками «Ты мразь и ты не имеешь права быть ни в парламенте, нигде!».
21 июля 2015 года Игорь Мосийчук вместе с другим депутатом от Радикальной партии Андреем Лозовым и другими однопартийцами принял участие в избиении кандидата в депутаты в 205 округе в Чернигове и телеведущего Алексея Дурнева. В результате драки также пострадали другие кандидаты в депутаты — блогер Александр Барабошко, которому выбили зуб, а также Василий Крутчак. Игорь Мосийчук объяснил драку местью за «провокации» времён Евромайдана. Прокуратура Черниговской области начала уголовное производство по части 2 статьи 296 Уголовного кодекса Украины (хулиганство совершённое группой лиц).
В начале августа 2015 года в Одессе на Гагаринском плато Игорь Мосийчук напал на водителя автомобиля Mercedes-Benz G, который едва не попал в ДТП с участием демобилизованного бойца батальона Кульчицкого (Нацгвардия). По свидетельствам очевидцев, Мосийчук ударил водителя кулаком через открытое окно автомобиля.
15 ноября 2016 года Мосийчук в здании парламента вступил в потасовку с экс-помощником бывшего главы Администрации президента Украины Виктора Медведчука Александром Билыком. По данным заместителя Олега Ляшко (который также участвовал в инциденте) Андрея Лозового, Билык смог зайти в Раду по пропуску, выданному Аппаратом Юлии Тимошенко.
18 июля 2017 года Игорь Мосийчук у здания Печерского районного суда Киева спровоцировал драку с народным депутатом Сергеем Каплиным. Мосийчук пришёл в суд для поддержки лидера своей партии Олега Ляшко, подозревавшегося в совмещении статуса нардепа и главного редактора газеты «Политика». У здания проходила демонстрация активистов Соцпартии. По утверждению Каплина, Мосийчук был в нетрезвом состоянии и начал топтать флаги Соцпартии. Затем Мосийчук плюнул в лицо оппоненту и завязалась драка.
В ноябре 2017 года во время прямого эфира программы «Украинский формат» на телеканале NewsOne Игорь Мосийчук набросился на экс-президента Грузии и лидера партии «Движение новых сил» Михаила Саакашвили. Народного депутата вывела из себя фраза Саакашвили «Если бы Бандера был жив, он бы в первую очередь уничтожал бы коррупционеров». Мосийчук обвинил оппонента в коррупции и подбежал к нему с тростью. Мосийчук эмоционально заявил, что Саакашвили не имеет права заниматься политикой на Украине и должен вернуться в Грузию.
5 июня 2018 года на заседании Тернопольского облсовета Игорь Мосийчук подрался с депутатом областного совета от ВО «Свобода» Богданом Бутковским. Конфликт произошёл из-за вопроса о создании Билецкой объединённой территориальной общины. Мосийчук настаивал на внеочередном рассмотрении этой проблемы, тогда как Бутковский настаивал на соблюдении регламента. По версии Мосийчука, во время сессии облсовета на него со стулом набросились «свободовцы». Представитель же ВО «Свобода» Александр Башта заявил, что Мосийчук занимался провокациями, начав размахивать флагами политической силы.
В августе 2018 года Игорь Мосийчук за пять дней дважды принял участие в драках на эфирах украинских телеканалов. 11 августа в эфире NewsOne Мосийчук вёл дискуссию с депутатом от БПП Сергеем Лещенко и поставил ему в упрёк посещение «Марша равенства», на что Лещенко сказал, что «развивать тему гей-парада» стоит лидеру Радикальной партии Олегу Ляшко, имея в виду слухи о его нетрадиционной сексуальной ориентации. После эфира Мосийчук ударил тростью Лещенко, возмутившись словами о главе своей партии. 16 августа в эфире телеканала «Прямой» произошла стычка между Мосийчуком и представителем депутатской группы «Воля народа» Сергеем Шаховым. После замечания Шахова, что Мосийчуку не стоит посещать гей-парады, тот подошёл к оппоненту вплотную. После обмена оскорблениями Шахов толкнул Мосийчука, а тот, поднявшись, ударил обидчика тростью. Позже депутаты подрались в лифте офиса телеканала «Прямой».
24 декабря 2018 года Мосийчук подрался в прямом эфире телеканала NewsOne в программе «Эпицентр украинской политики» с доктором политических наук Александром Семченко. Мосийчук обвинил Семченко в «работе за российские деньги» и «деньги Кадырова»: «На деньги Кремля он ходит в Лукьяновское СИЗО, делает интервью с киллером Кадырова, который там удерживается». В ответ Семченко назвал Мосийчука «душевнобольным, который непонятно как оказался в Верховной раде». После этого Мосийчук с нецензурной бранью набросился на Семченко с требованием покинуть эфир. Семченко, защищаясь, повалил Мосийчука на пол, где схватка продолжалась некоторое время. Ведущему шоу Вячеславу Пиховшеку со второй попытки удалось уговорить Семченко покинуть студию, чтобы не провоцировать продолжение конфликта. На выходе Мосийчук исподтишка ещё раз ударил Семченко тростью.

### Лишение депутатской неприкосновенности и арест

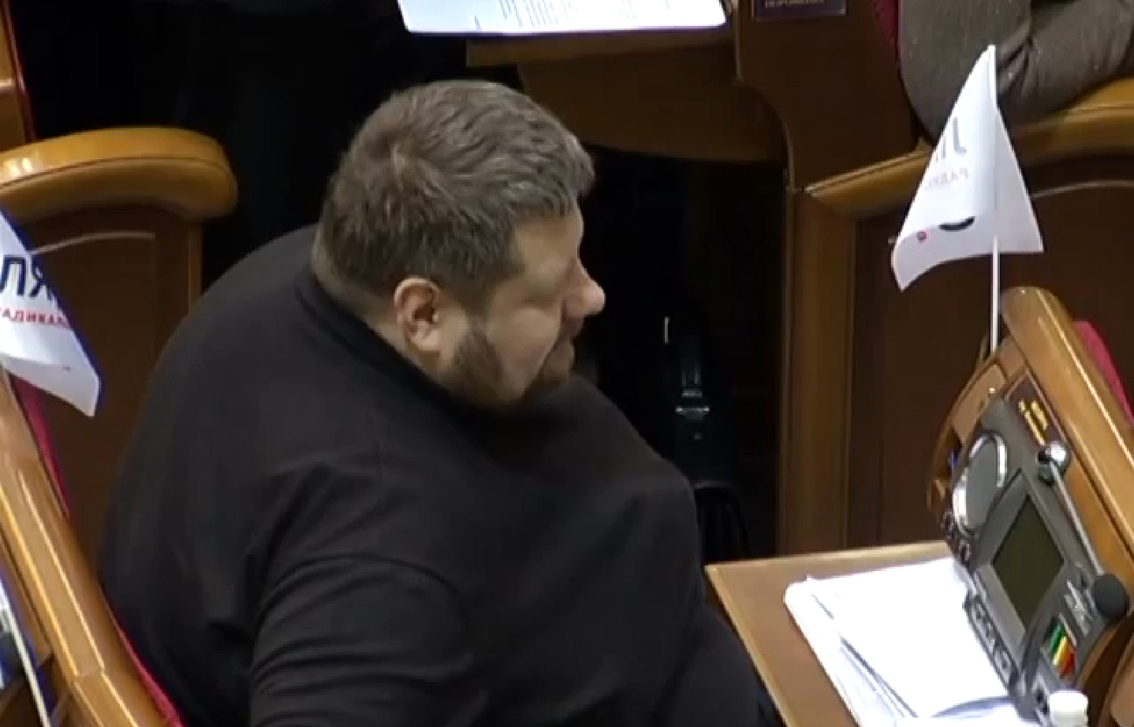
Игорь Мосийчук на заседании Верховной рады 12 февраля 2015 года.

17 сентября 2015 года генеральный прокурор Украины Виктор Шокин продемонстрировал на заседании Верховной рады кадры видеосъёмки, на которых Мосийчук получает взятку за помощь в предпринимательской деятельности. На том же заседании депутаты 262 голосами при минимально необходимых 226 поддержали прошение прокуратуры о лишении Мосийчука депутатской неприкосновенности для его ареста. При этом, в нарушение закона и регламента Рады, вопрос не был предварительно рассмотрен в регламентном комитете Рады, а Мосийчуку не предоставлена возможность выступления. Через час на заседании фракции в здании парламента Мосийчук был задержан и выведен из здания Рады силами двух десятков сотрудников СБУ в сопровождении руководителя УГО Валерия Гелетея и правоохранителей. Ему предъявлены обвинения по 5 статьям УК Украины: ч. 4 ст. 368 (принятие предложения, обещания или получения неправомерной выгоды должностным лицом), ч. 2, 3 ст. 296 (хулиганство), ч. 1, 2 ст. 350 (угроза или насилие в отношении должностного лица или гражданина, выполняющего общественный долг), ч. 1 ст. 376 (вмешательство в деятельность судебных органов), ч. 1, 2 ст. 377 (угроза или насилие в отношении судьи, народного заседателя или присяжного).
Сразу же после задержания народного депутата в его автомобиле был произведен обыск, в результате которого был найден пистолет.
Сам Мосийчук заявил о своей невиновности в получении взятки, назвал видеозапись смонтированной, а действия прокуратуры — ответом на заявления депутата о готовности предоставить в Раде доказательства вины Шокина в похищении материалов дела Гонгадзе и фальсификации нескольких других дел.
18 сентября 2015 года Печерский районный суд Киева арестовал депутата Верховной рады Игоря Мосийчука до 15 ноября. При этом, согласно решению суда, не предусматривалась возможность внесения залога. Сам Мосийчук заявил, что начинает голодовку и с момента ареста будет пить лишь воду.
1 октября 2015 года Киевская городская территориальная избирательная комиссия зарегистрировала Игоря Мосийчука кандидатом на пост городского головы Киева на местных выборах 25 октября 2015 года. 5 октября Мосийчук решил снять свою кандидатуру с выборов городского головы Киева на местных выборах.
8 октября 2015 года Игорь Мосийчук госпитализирован из зала Апелляционного суда Киева. 13 октября врач медслужбы СБУ заявил о наличии у Мосийчука лишь остеохондроза и ожирения 3-й степени, что позволяет содержать его под стражей. В тот же день Апелляционный суд Киева отклонил апелляцию защиты и оставил без изменений решение суда первой инстанции об аресте Игоря Мосийчука.
22 октября 2015 года Генеральная прокуратура Украины завершила досудебное расследование против Игоря Мосийчука по подозрению в получении 450 тысяч гривен взятки. Также Мосийчук подозревался в многочисленных хулиганских действиях. 2 ноября 2015 года Игорь Мосийчук заявил о применении правоохранителями к нему пыток для получения признательных показаний. 15 ноября адвокат заявила об освобождении его из-под стражи в связи с истечением срока ареста. 17 ноября 2015 года Высший административный суд Украины признал незаконным и отменил Постановление Верховной Рады от 17 сентября 2015 года о предоставлении согласия на привлечение к уголовной ответственности, задержание и арест народного депутата Украины Мосийчука.
10 марта 2016 года Высший специализированный суд Украины признал незаконным задержание Игоря Мосийчука в здании парламента в сентябре 2015 года. 15 марта Верховный Суд Украины остановил производство по делу рассмотрения конституционность снятия Верховной радой неприкосновенности с депутата Игоря Мосийчука и перенаправил на рассмотрение в Конституционный суд Украины.
20 мая 2016 года Генеральная прокуратура Украины отозвала ходатайство об аресте Игоря Мосийчука.

## Покушение
25 октября 2017 года Мосийчук был ранен при взрыве заминированного мопеда на улице Мицкевича, рядом со зданием телеканала «Эспресо». От взрыва погибли сержант полиции — охранник Мосийчука и случайно проходивший подполковник МВД в отставке.
30 сентября 2018 года Мосийчук заявил о том, что он получил сведения о предположительно готовящемся покушении на его жизнь. В интервью телеканалу «112 Украина» он уточнил, что его источники связаны с ФСБ России и «кадыровской диаспорой в Москве», а само покушение должно произойти до конца ноября.

## Доходы
В декларации за 2017 год Мосийчук указал большую коллекцию оружия (мечи, сабли, шпаги и т. д.) XIV—XX веков, собранную в разных странах мира, коллекцию картин и икон XVIII века, а также швейцарские часы Roger Dubuis. Депутатская зарплата за год составила 233 058 гривен, 252 825 гривен ему было компенсировано за выполнение служебных обязанностей, ещё более 63 тыс. гривен Мосийчук получил в качестве компенсации за аренду жилья или гостиничного номера. У народного депутата было 89 тыс. евро, 117 550 долларов США и 345 тыс. гривен наличных средств. Игорь Мосийчук задекларировал автомобиль Lexus LX570 2008 года выпуска стоимостью 149 тыс. гривен, а также авторское ноу-хау — название подразделения добровольцев «Чёрные человечки». Его супруга Владлена Карпенко задекларировала аренду дома в селе Белогородка Киево-Святошинского района Киевской области, а также автомобиль Hyundai Coupé.
В октябре 2017 года Игорь Мосийчук пришёл на заседание Верховной рады в наручных часах Roger Dubuis стоимостью 16 658 долларов США (446 434 гривны). У депутата была модель Easy Diver Men Wristwatch 44 MM из лимитированной серии для любителей водных видов спорта.
В декабре 2017 года сотрудники НАБУ провели обыски у помощников Игоря Мосийчука. Это было связано с информацией, что у них могли храниться документы и другие доказательства декларирования недостоверной информации, а также о незаконном обогащении народного депутата.

## Семья
От предыдущих браков имеет двоих детей: сына Святослава и дочь Кристину. В октябре 2016 года женился в третий раз, супругой стала 34-летняя уроженка Одессы Владлена Карпенко, ранее работавшая помощницей Мосийчука. На свадьбе в загородном комплексе «Триполье» присутствовало 170 гостей, затраты на церемонию составили полмиллиона гривен. Ради невесты Игорь Мосийчук сумел сбросить 103 килограмма веса.